# یواس‌اس ال‌اس‌تی-۱۱۰۸

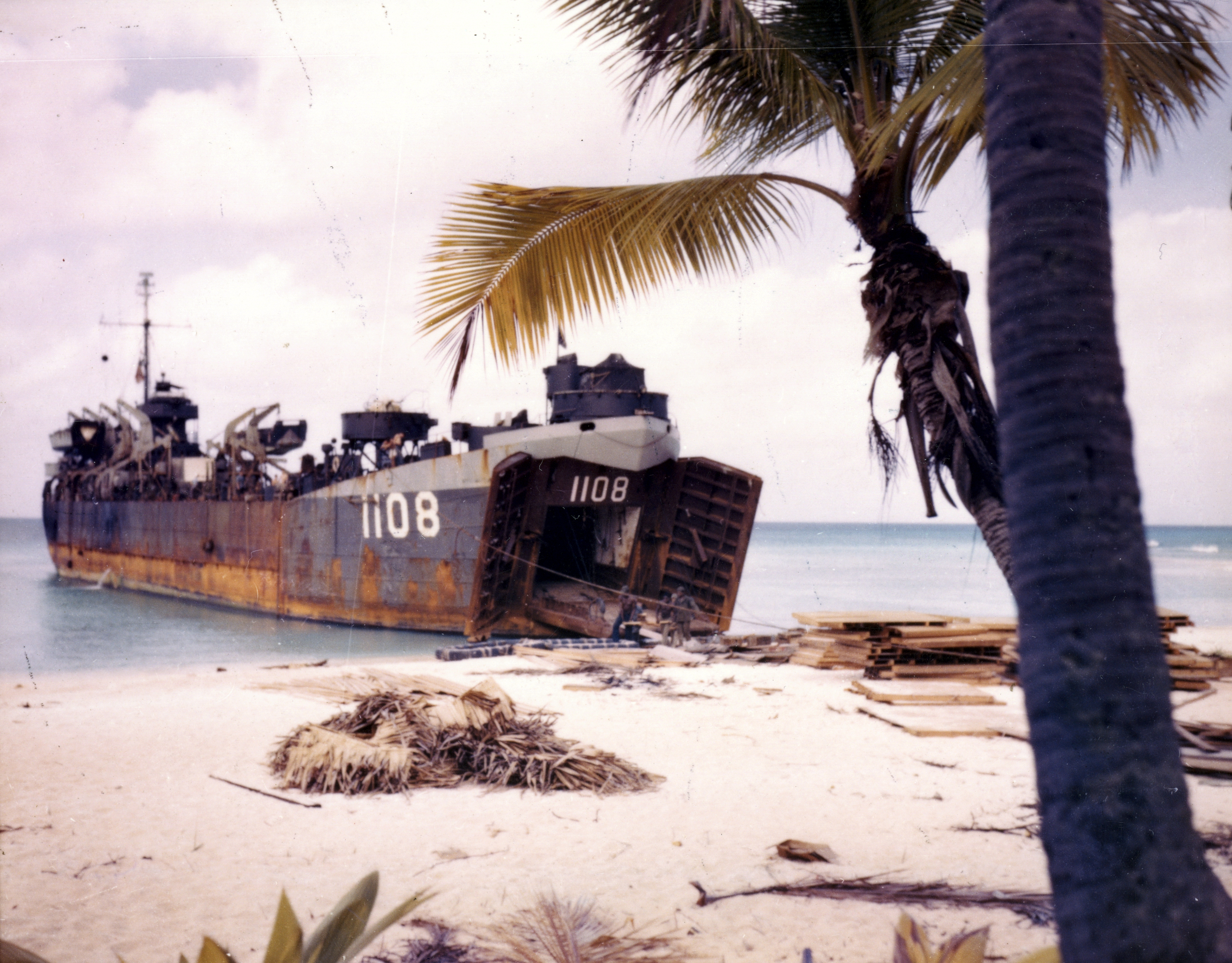
ال اس تی -۱۱۰۸

یواس‌اس ال‌اس‌تی-۱۱۰۸ (به انگلیسی: USS LST-1108) یک کشتی است که طول آن ۳۲۸ فوت (۱۰۰ متر) می‌باشد. این کشتی در سال ۱۹۴۵ ساخته شد.